# 알레한드로 카소나

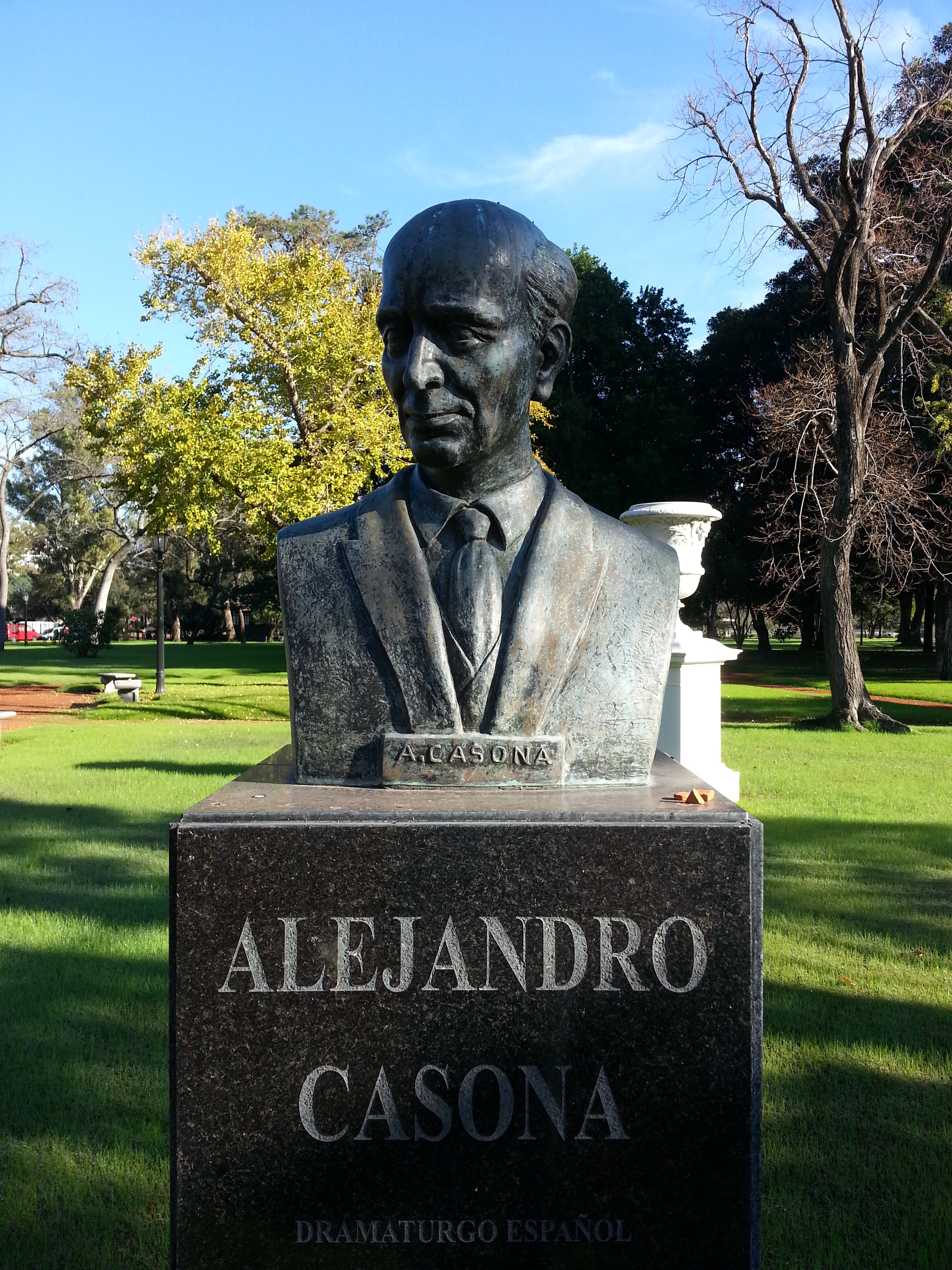

알레한드로 카소나(Alejandro Casona, 1903년 3월 3일 ~ 1965년 9월 17일)은 스페인의 극작가다.
1939년에 아르헨티나로 망명하여 그 후에도 연극활동을 계속했었다. 대표작으로는 <우리들의 나타샤>(1936)가 있다.

## 생애
알레한드로 카소나(Alejandro Casona)로 잘 알려진 극작가 알레한드로 로드리게스 알바레스(Rodríguez Álvarez, 1903∼1965)는 스페인 북부 아스투리아스 지방의 작은 시골 마을 베수요(Besullo)에서 태어나 그곳에서 유년 시절을 보냈다. 스페인어로 ‘커다란 집’을 뜻하는 ‘카소나’라는 필명은 베수요에서 작가가 살았던 집의 애칭이다. 1929년 오스카 와일드(Oscar Wilde, 1854∼1900)의 단편소설 ＜아서 새빌 경의 범죄＞를 각색해 사라고사 연극 무대에 올리면서 자신의 고향을 기억하고자 사용하기 시작했다.
어렸을 때 교사였던 부모님을 따라 시골로 자주 이사를 다녔으며 이때 접했던 숲과 바다 등 자연환경은 이후 그의 작품 배경으로 종종 등장한다. 무르시아 대학에서 문학과 철학 공부를 마쳤고 그 시기에 음악 공부도 병행했으며 카소나 역시 부모님이나 다른 형제들처럼 교육가의 길을 걸었다. 연극 활동은 학교 현장에서 아이들을 가르치고 지도하면서, 그러니까 아동극으로 시작하게 되었다.
1931년부터는 마드리드에 교육 공무원으로 체류하면서 더 폭넓은 연극과 문학 활동을 펼쳤는데 평소 교육과 연극을 접목하는 일에 관심이 깊었던 데다가 당시 제2공화정 시대의 교육관에도 부합해 정부가 창단한 ‘민중극단(Teatro del pueblo)’ 또는 ‘이동극단(Teatro ambulante)’이라 불리는 극단의 단장을 맡게 되었다. 이 극단은 연극 관람이 어려운 지방의 마을들을 찾아다니며 짧은 스페인 고전극을 농부를 비롯한 시골 관객들이 재미있게 보고 쉽게 이해할 수 있도록 음악과 함께 재창작해 무대에 올렸다.
1936년 스페인에 군부 쿠데타로 인한 내전이 터졌고 공화정 정부를 지지하던 그는 1937년 멕시코로 망명을 떠났다. 하지만 멕시코에 정착하지 못하고 코스타리카, 베네수엘라, 페루, 콜롬비아, 쿠바 등을 공연 때문에 전전하다 결국 1939년 아르헨티나의 부에노스아이레스에 정착해 활발한 극작 활동을 펼쳤다. 그중 1949년에 발표된 ＜나무는 서서 죽는다(Los árboles mueren de pie)＞는 카소나의 가장 대표적인 작품으로 1952년까지 큰 성공을 거두며 쉬지 않고 무대에 계속 올랐다.
프랑코 독재가 아직 종식되지는 않았지만 억압적 분위기가 많이 완화된 1962년에 카소나는 25년간의 망명 생활을 접고 마드리드로 돌아가 그동안 라틴아메리카에서 소개했던 작품들을 스페인 연극 무대에 다시 선보였다. 1965년 심장병으로 사망했다.